# Combat de Duffel
Guerre des Paysans
Batailles
- Saint-Nicolas
- 1er Boom
- Merchtem
- Zele
- Malines
- 2e Boom
- Hooglede
- Moorslede
- Zonnebeke
- 1er Diest
- 1er Louvain
- Alost
- Turnhout
- Enghien-Hal
- Hérinnes
- Audenarde
- Leuze
- 2e Louvain
- Ingelmunster
- Duffel
- Herentals
- Arzfeld
- Clervaux
- Amblève
- Stavelot
- Pollare
- Londerzeel
- Kapelle-op-den-Bos
- Bornem
- Meerhout
- 2e Diest
- 3e Diest
- Mol
- Jodoigne
- Marilles
- Beauvechain
- Hélécine
- Kapellen
- Meylem
- Hasselt

Le Combat de Duffel se déroule pendant la guerre des Paysans.

## Déroulement
Le 29 octobre 1798, à Duffel, les paysans insurgés sont attaqués par un détachement de la 15e demi-brigade, venu de Malines et commandé par le capitaine Pradier. Les paysans se retranchent dans le château de Muggenberg, où ils détiennent également quatre prisonniers : un officier du génie, un gendarme, un chasseur à cheval du 16e régiment et un paysan soupçonné d'espionnage. Mais le canon des Français balaye les abris des rebelles, l'église, puis le château sont enlevés, les paysans se replient alors sur Walem et se retranchent dans un cimetière et une chapelle. Là encore, le canon enlève la position et les rebelles prennent la fuite. Les quatre prisonniers républicains sont délivrés au terme de ce combat,.